# Naturschutzgebiet Wostevitzer Teiche
Koordinaten: 54° 29′ 23,2″ N, 13° 33′ 13,3″ O

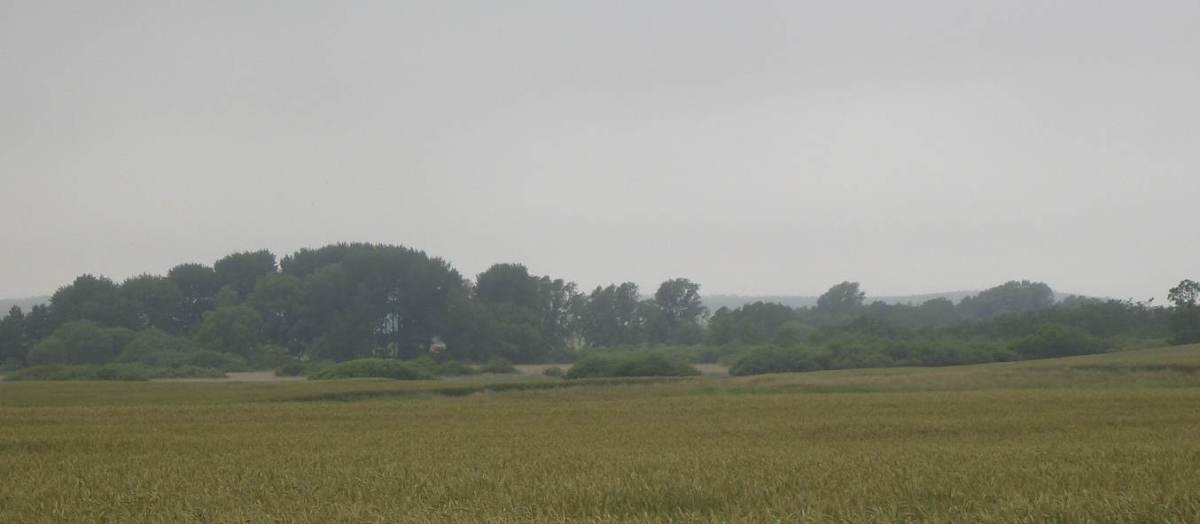
Blick in das NSG – Bruchwald umgeben von Ackerflächen

Das Naturschutzgebiet Wostevitzer Teiche ist ein Naturschutzgebiet in Mecklenburg-Vorpommern sechs Kilometer südwestlich von Sassnitz und unmittelbar südlich des Fährkomplexes Mukran. Der namensgebende Ort Wostevitz liegt nördlich. Das Gebiet gliedert sich in den Großen und den Kleinen Wostevitzer Teich sowie umliegende Verlandungszonen.
Die Ausweisung des 322 Hektar umfassenden Gebietes erfolgte am 26. August 1994 mit dem Ziel, zwei Flachseen und die umgebenden Röhrichte, Riede und Bruchwälder zu erhalten, da sie eine reichhaltige Amphibien- und Vogelfauna beherbergen.
Der Gebietszustand der Bruchwälder und Riede wird als gut angesehen, während durch Nährstoffeinträge der Zustand der Röhrichte und Gewässer unbefriedigend ist. Das Naturschutzgebiet ist nach EU-Recht geschützt als Teilbereich des Vogelschutzgebiets Binnenbodden von Rügen. Das Gebiet kann am Südrand über einen Feldweg betreten werden. Ein Teil der Flächen liegen seit 2009 im Eigentum der NABU-Stiftung Nationales Naturerbe.

## Geschichte und Wasserhaushalt
Die heutigen Wostevitzer Teiche entstanden während der letzten Vereisung und liegen in einer Grundmoränenlandschaft. Vermutlich gehen sie auf Toteisreste zurück. Die Wassertiefe der Seen ist gering und sie verlandeten in der folgenden Zeit als bis zu zwei Meter mächtige Versumpfungsmoore. Nennenswert ist, dass die Wostevitzer Teiche zu den wenigen Seen auf Rügen gehören, die zu keiner Zeit eine Verbindung zur Ostsee hatten. Der heutige Zustand der Seen wird als polytroph eingestuft. Der Große Wostevitzer Teich entwässert über den Saiser Bach in den südlich gelegenen Kleinen Jasmunder Bodden.
Menschliche Nutzung ist seit Jahrhunderten für die Flächen belegt. Die Schwedische Matrikelkarte zeigt das gesamte Gebiet waldfrei. Nur im nordwestlichen Teil des Kleinen Wostevitzer Teiches ist ein Bruchwald zu erkennen. Die Seen umgebend fanden sich zur damaligen Zeit Wiesen und Weiden.
Im 19. Jahrhundert nahm die Verlandung des Sees zu und Bruchwälder wuchsen und umschlossen bald zusammen mit Röhrichten das Ufer. Zu DDR-Zeiten wurde der Zustand der Seen durch die Einleitung von Schweinegülle verschlechtert, so dass die Sichttiefe kurz darauf nur noch 20 Zentimeter betrug.

## Pflanzen- und Tierwelt
Bis Anfang der 1970er Jahre besaßen die Wostevitzer Teiche eine reiche Unterwasser- und Schwimmblatt Vegetation und umgebend Feuchtwiesen mit Pfeifengras, Trollblume und Kohldistel. Typisch waren Nixkraut, Armleuchteralgen, Quellmoos, Laichkrautern und Krebsschere. Diese ist heute verschwunden und es finden sich nur noch Wasserlinse, Schilf sowie Rohrkolben. Zahlreiche Seggen-Arten, Bitteres Schaumkraut, Quell-Sternmiere und die Wasserfeder wurden nachgewiesen. Landwärts folgen Grauweiden, Röhrichte, Hochstaudenfluren und Erlenbruchwald. Es gibt eine reichhaltige Amphibienfauna im Gebiet mit allen landestypischen Arten. Ornithologisch bemerkenswert sind Wachtelkönig, Rohrweihe, Tüpfelralle, Kleinralle, Fluss-Seeschwalbe und Hohltaube. Die Kreuzotter lebt im Gebiet. Vertreter der Weichtiere sind Gemeine Teichmuschel, Quellerbsenmuschel und Moosblasenschnecke.